# El cumple (película de 2002)
El cumple es una película de Argentina dirigida por Gustavo Postiglione sobre su propio guion que se estrenó el 7 de noviembre de 2002 y que tuvo como actores principales a Bárbara Peters
y Raúl Calandra.
Se presentó en el Buenos Aires Festival Internacional de Cine Independiente el 26 de abril de 2002 y había sido vista en abril del año anterior en el mismo Festival en la sección Work in progress.

## Sinopsis
En a fiesta de cumpleaños de Pablo, un periodista deportivo de 38 años, su exalumna Paula filma a los invitados cuando cuentan trozos de sus experiencias propias de una generación conflictiva de jóvenes de la década de 1980.

## Reparto
Participaron del filme los siguientes intérpretes:
- Bárbara Peters
- Raúl Calandra…Pablo
- Tito Gómez
- Miguel Franchi
- Gustavo Guirado
- Natalia Depetris
- Carlos Resta
- Gerardo Dayub
- Adriana Frodella
- Gilda Scarpetta
- Carmen Márquez
- Patricia Mateos

## Comentarios
Josefina Sartora en el sitio web cineismo.com dijo:

”En El cumple se bebe y se habla. No digamos se conversa, porque los diálogos deshilvanados parecen de sordos; cada uno de los invitados encerrado en sus motivaciones personales, egoístas, desinteresado por quien tiene delante….La charla fragmentada tampoco conduce a acción alguna, empieza y acaba en sí misma, en sus frases hechas, sus lugares comunes, en su convencionalismo intrascendente….El uso del blanco y negro, la grabación de un video dentro del film, la pantalla dividida que muestra varias escenas simultáneas se presentan como pautas de un cine posmoderno e independiente. Y sin embargo, se siente en El cumple el mismo tufillo del viejo cine argentino discursivo y dogmático que permanece vivo, como si volviera reciclado, con aires de novedad, para mostrar, una vez más, lo mismo.

Fernando López en La Nación escribió:

”Aunque no evita alguna hojarasca, Postiglione vuelve a mostrar…notable sensibilidad para atrapar en cada uno el momento más revelador, la palabra más significativa.

Flavia de la Fuente escribió en El Amante del Cine:

”…film coral de una notable fluidez…la espléndida fotografía añade aun más placer a la visión de esta película en la que no sucede nada de nada, como en la mayor parte de la fiestas”.